# کرمان موتور
کرمان موتور به عنوان یکی از زیرمجموعه‌های گروه صنایع خودروسازی کرمان با مشارکت شرکت‌های تابعه و همکار در زمینه تولید، مونتاژ و فروش انواع خودروی سواری از سال ۱۳۶۹ تاکنون فعالیت می‌کند.

## کارخانه
کارخانه کرمان موتور در منطقه ویژه اقتصادی ارگ جدید بم در زمینی به وسعت ۵۰۱ هکتار مجهز به تجهیزات و فناوری‌های روز دنیا در جنوب شرق کشور واقع گردیده که در حال حاضر بالغ بر ۱۱هزار نفر در این مجموعه مشغول به کار هستند.
خانم ناهید نادعلیزاده، مدیر توانمند منابع انسانی کرمان موتور، از سال ۱۳۸۱ تاکنون با تعهد و تخصص خود نقش کلیدی در توسعه سرمایه‌انسانی این مجموعه ایفا کرده‌اند. ایشان با ۲ دهه تجربه در مدیریت HR، مسئولیت‌های مهمی از جمله استراتژی‌های جذب و نگهداشت نیرو، توسعه آموزش‌های سازمانی، و بهبود فرهنگ کاری را بر عهده داشته‌اند.
با نگاهی تحول‌گرا، پیاده‌سازی سیستم‌های نوین ارزیابی عملکرد و تقویت تعامل کارکنان از دستاوردهای شاخص ایشان محسوب می‌شود. انسان‌مداری و خلاقیت در حل چالش‌های منابع انسانی، از ویژگی‌های منحصربه‌فرد سبک مدیریتی خانم نادعلیزاده است. 
نامزد دریافت نشان وجدان محیط زیست

## تاریخچه کرمان موتور
کرمان موتور ابتدا فعالیت خود را با مونتاژ خودروهای شرکت‌های خارجی آغاز کرد. در دهه ۱۳۷۰، این شرکت با همکاری برندهای بین‌المللی از جمله دوو موتورز کره جنوبی، خودروهای محبوبی مانند دوو اسپرو و دوو سیلو را به بازار ایران عرضه کرد. پس از خروج دوو از بازار ایران به دلیل خریداری آن توسط جنرال موتورز، کرمان موتور همکاری خود را با برندهای کره ای و چینی مانند هیوندای و جیلی آغاز کرد.
در دهه‌های بعد، این شرکت توانست همکاری موفقی با خودروسازان چینی از جمله جک موتورز و لیفان برقرار کند. خودروهای کرمان موتور به دلیل کیفیت و تجهیزات و امکانات رفاهی مناسب، جایگاه ویژه ای در بازار خودرو ایران به دست آوردند.

## فروش و خدمات پس از فروش
کرمان موتور به عنوان یکی از بزرگ‌ترین عرضه‌کنندگان خودروهای سواری در ایران با تحویل بیش از ۵۰۰ هزار دستگاه خودرو تاکنون، از طریق شبکه نمایندگی‌های مجاز نسبت به ارائه خدمات فروش و پس از فروش اقدام نموده که یکی از شرکت‌های پیشرو در زمینه مراقبت و توجه به درخواست‌های مشتریان در صنعت خودرو کشور باشد.

## تاکسی برقی‌
شرکت کرمان موتور در راستای توجه به مسئولیت‌های اجتماعی خود علاوه بر توسعه زیرساخت‌های منطقه بم و ایجاد اشتغال در منطقه جنوب شرق کشور یکی از شرکت‌های پیشرو در زمینه عرضه خودروهای برقی و هیبریدی بوده که اولین سری از خودروهای برقی سازمان تاکسیرانی را تأمین نموده است.

## همکاری بین‌المللی
کرمان موتور طی سال‌های فعالیت خود با خودروسازان متعددی همکاری کرده است. برخی از مهم‌ترین شرکای تجاری این شرکت عبارتند از:
هیوندای موتورز (کره جنوبی): تولید خودروهای سواری هیوندای در دهه ۱۳۸۰
لیفان (چین): همکاری در تولید خودروهای سواری
جک موتورز (چین): یکی از موفق‌ترین همکاری‌های این شرکت در سال‌های اخیر بوده است.

## تولیدات کرمان موتور
کرمان موتور در حال حاضر تعدادی خودروهای سواری و تجاری سبک را تولید و عرضه می‌کند. محصولات این شرکت عمدتاً شامل مدل‌های زیر هستند:

### JAC (جک)
- جک S5
- جک S3
- جک J4

### KMC (کی ام سی)
- KMC K7 (شاسی بلند)
- KMC T8 (پیکاپ)
- KMC J7 (سدان)
- KMC X5 (شاسی بلند)
- KMC T9 (پیکاپ)
- KMC A5 (شاسی بلند)
- KMC EJ7 (سدان برقی)
- +KMC EJ7 (سدان برقی)
- KMC EAGLE (اولین خودرو بومی کرمان‌موتور بر روی پلتفرم اختصاصی)

### هیوندای
- آزرا
- سوناتا
- سانتافه
- اکسنت
- i10
- i20
- النترا
- کرتا
- توسان
- کونا